# زرنه (راز و جرگلان)
زرنه (بجنورد)، روستایی از توابع بخش راز و جرگلان شهرستان بجنورد در استان خراسان شمالی ایران است.

## جمعیت
این روستا در دهستان راز قرار دارد و براساس سرشماری مرکز آمار ایران در سال ۱۳۸۵، جمعیت آن ۲۰۹ نفر (۶۰خانوار) بوده‌است.